# Нетцов (замок)
Нетцов (нем. Schloss Neetzow) — дворцово-замковый комплекс в селении Нетцов в округе Передняя Померания-Грайфсвальд в земле Мекленбург-Передняя Померания, Германия. Здание, возведённое в 1851 году в неоготическом стиле, спроектировал известный берлинский архитектор Фридрих Гитциг.

## История

### Основание и первые владельцы

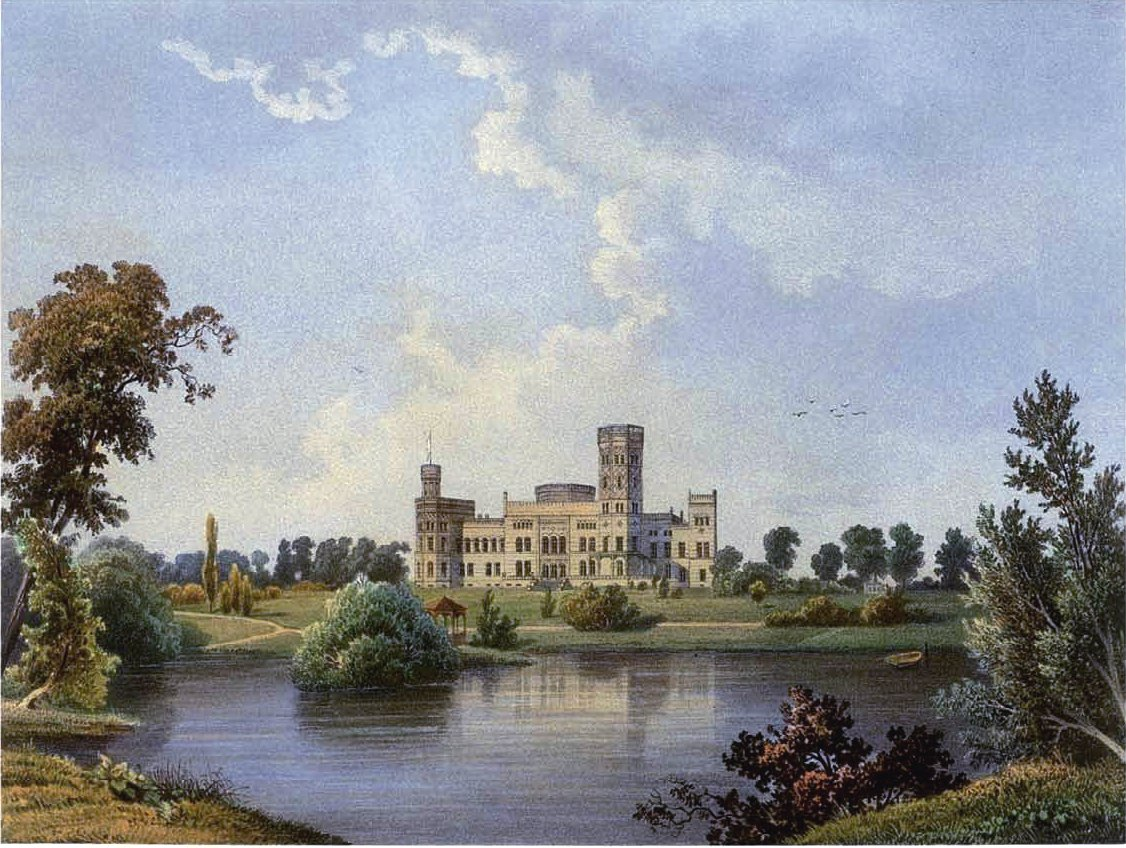
Замок Нетцов на картине второй половины XIX века

Поселение Нетцов стало собственностью семьи фон Крузе, выходцев из Гольштейна, в 1803 году (по другим данным — 1805). При Вильгельме фон Крузе была возведена просторная резиденция . Строительные работы продолжались в период с 1848 по 1851 год. Автором проекта стал Фридрих Гитциг, который старался добиться, чтобы замок Гетцов и окружающий его английский ландшафтный парк выглядели как нечто неразделимое. Дизайн парка разрабатывал Петер Йозеф Ленне. Причём деятельное участие в этой работе приняла супруга Вильгельма фон Крузе.
Интересно, что кирпичи для строительства поступили с кирпичного завода, который был собственностью семьи фон Крузе. 
После завершения Второй мировой войны замок оказался на территории, оккупированной советской армией. То есть на тех землях, которые позднее вошли в состав ГДР и где вся прежняя собственность оказалась экспроприирована новыми властями. 
Последний владелец комплекса, Вольф-Эгинхард фон Крузе (1887–1950), утратил семейные владения в сентябре 1945 года. В том же году особняк был разграблен, а мебель уничтожена или украдена. К счастью, в неплохом состоянии сохранились камины, лепной орнамент и настенная роспись.

### В эпоху ГДР
В ГДР здание использовалось для различных нужд. С 1952 по 1962 год замок служил резиденцией Государственного фольклорного ансамбля ГДР. Коллектив много выступал по всему миру, а в замке проводились репетиции. Для этих нужд одно из больших помещения приспособили как танцевальный зал. Затем ансамбль перебрался в Нойштрелиц. А в опустевшем комплексе расположился Институт экономики сельского хозяйства Академии сельскохозяйственных наук. Это учреждение оставалось здесь до 1991 года. По поручению ЦК СЕПГ институт занимался разработкой прогнозов по сельскому хозяйству ГДР.
К несчастью во второй половине XX века здание серьёзно обветшало. В основном из-за небрежного ухода, а также по причине отсутствия необходимых строительных материалов и должных навыков у мастеров-ремонтников. Фасады годами оставались грязными, в стенах появились трещины. 
На рубеже веков были украдены две фигуры грифонов на внешней лестнице. К счастью, значительные части интерьера относительно хорошо сохранились.

### XXI век
В 2001 году в ходе реституции замок вернулся в частную собственность. После трёхлетней реконструкции в 2004 году в комплексе открылась гостиница на 29 номеров с рестораном. Парк был частично восстановлен с помощью энтузиастов.

## Описание

### Замок
Замок Нетцов — один из самых впечатляющих романтических замков, созданных талантами Фридриха Хитцига. Он, как и в ряде других своих работ, предпочёл спроектировать асимметричное главное здание. Доминантой служит большая восьмиугольная башня. Кроме неё предусмотрены ещё две башни меньших размеров. 
С западной стороны (с ярко выраженными ризалитом) размещён просторный вестибюль, украшенный каменными колоннами. За ними расположен центральный зал, где проходили балы и приёмы. В своё время жёлтый клинкерный кирпич фасадов выгодно выделял Нетцов среди других особняков региона, которые строились, как правило, с преобладанием красного кирпича. 
К сожалению, во время ремонта в 1964 году фасады лишились части декора и были упрощены. Из-за отсутствия в ГДР необходимого количества жёлтого клинкерного кирпича стены ремонтировали обычным кирпичом. Особенно это заметно в верхней части зубчатых стен. Такое решение в глазах многих людей практически лишило замок Нетцов статуса памятника архитектуры. 
Восточный и западный фасады украшают различные элементами, изготовленные из терракота. Капители колонн и другие фигурные изображения были изготовлены на берлинском печном заводе Тобиаса Файльнера. 
После 2001 года были произведены тщательный ремонт и качественная реставрация. Фасады тщательно очистили, а уродливые красные кирпичи заменили на оригинальные жёлтые. 

### Парк
Замок, расположенный на плато, изначально окружал ландшафтный парк площадью 20 гектаров. Помимо прочего там имелся пруд площадью 1,2 гектара. В западной части парка находится грот, построенный из особого плавленого кирпича. От него в сторону озера течёт небольшой ручей. Имеется также ещё несколько небольших гротов. Один к северу от тропы у озера и один к северу от замка. Оба построены из обычных камней разной формы. 
В парке можно найти несколько интересных видов деревьев. В юго-восточной части растёт магнолия длиннозаострённая и каштан посевной. На тропе, идущей вдоль пруда на восток, растёт несколько разновидностей дуба. В том числе североамериканский галечный дуб, дуб скальный, пирамидальный дуб, кавказский дуб, пёстрый дуб, вечнозеленый дуб и карликовый дуб. На северном берегу пруда до сих пор можно встретить двухрядный лысый кипарис и кавказский орех.
К юго-западу от парка находятся здания бывших конюшен. Как и замок, прежний манеж для верховой езды построен из жёлтого клинкерного кирпича. Во времена ГДР здесь была станция для заправки газовых баллонов. 

## Галерея

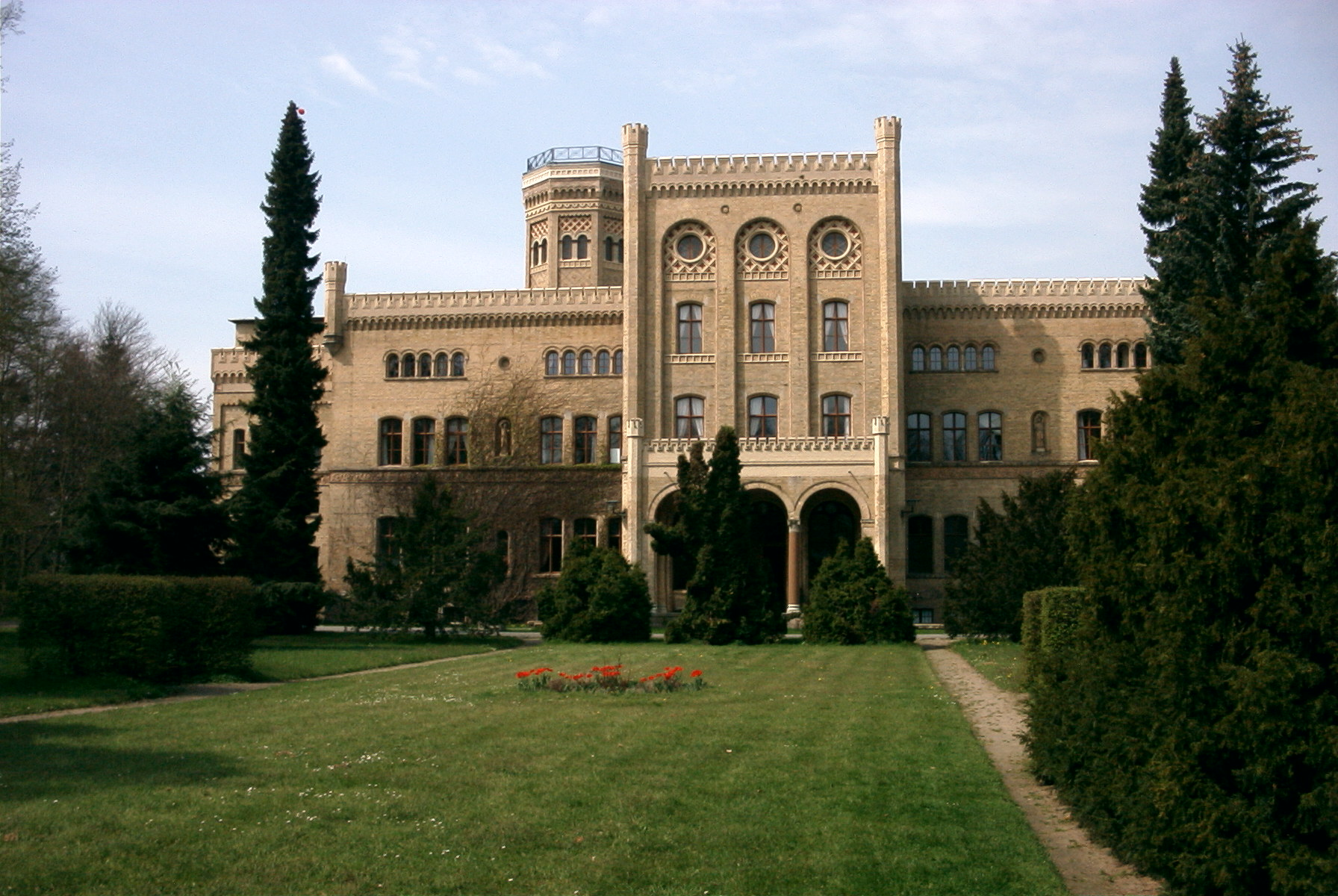
Фасад замка с восточной стороны
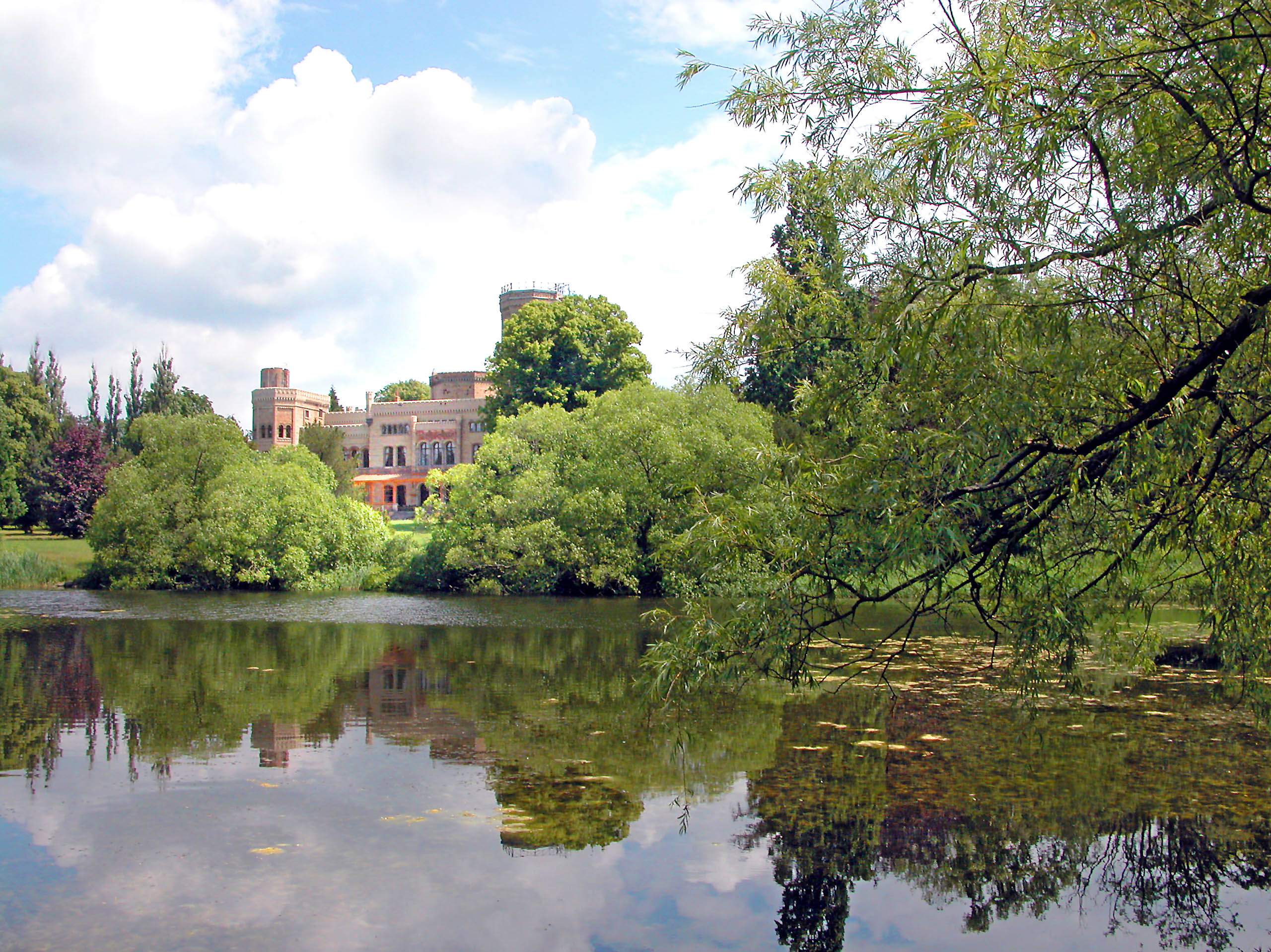
Вида замка со стороны пруда
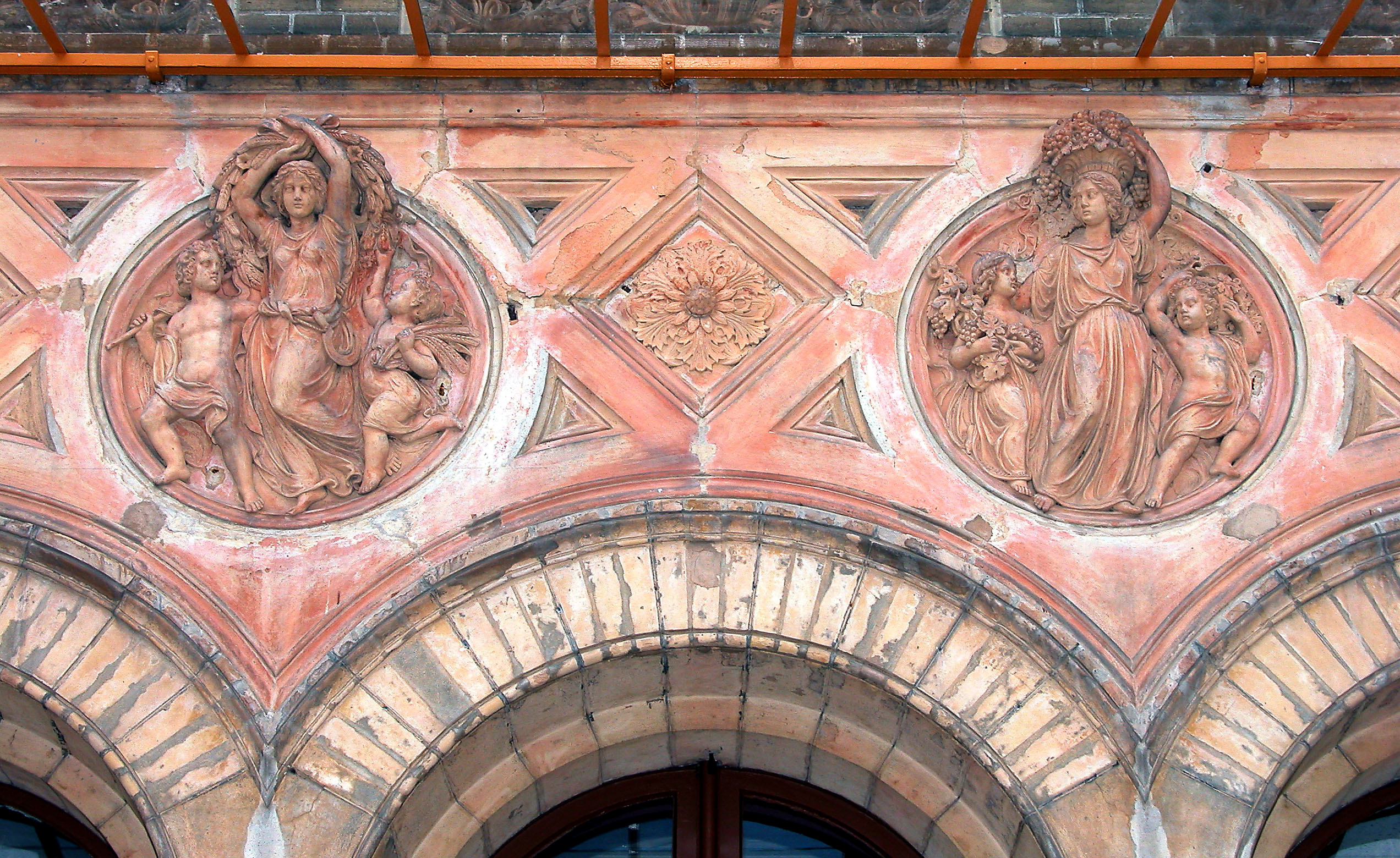
Фрагменты фасада
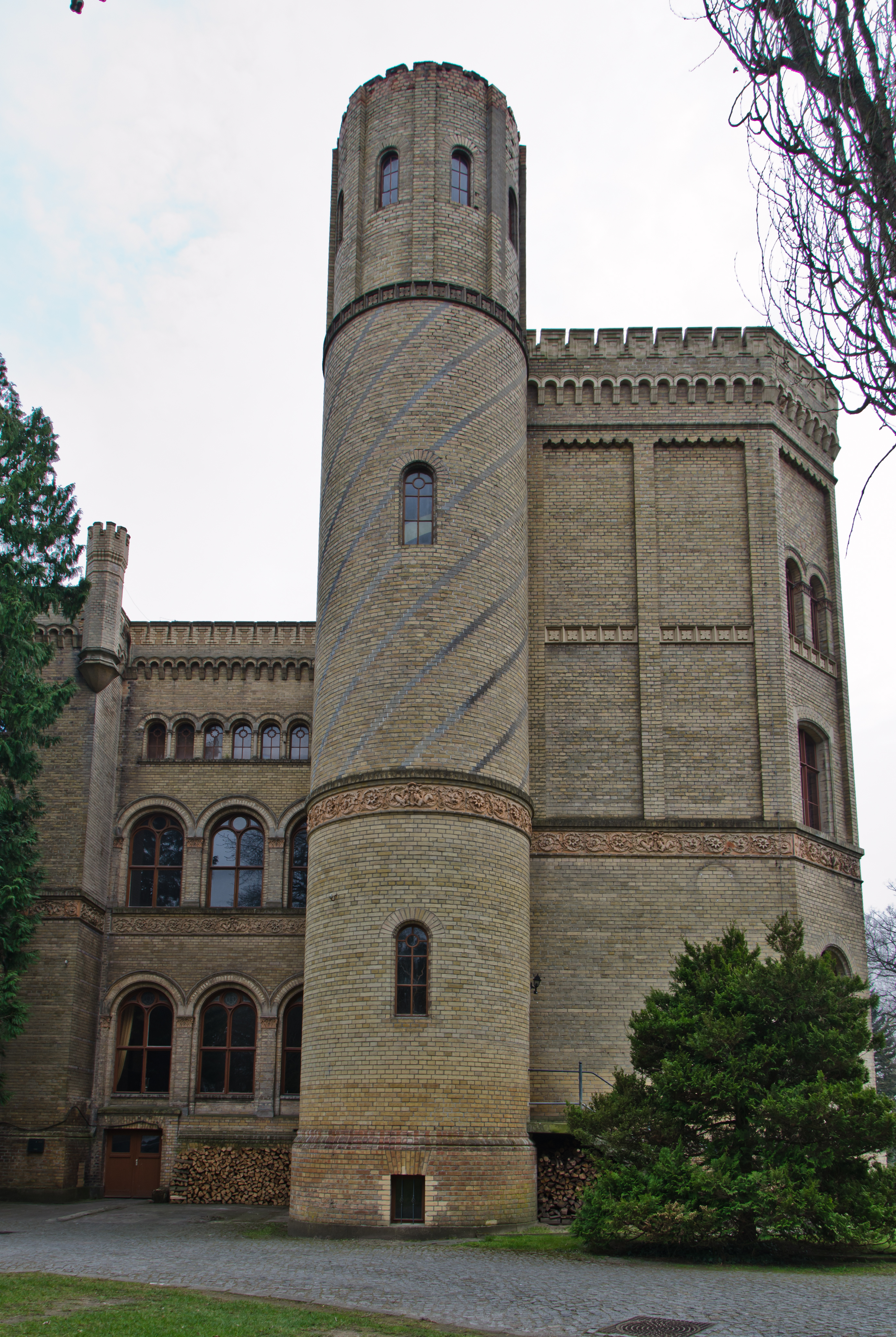
Одна из малых башен (вид с севера)
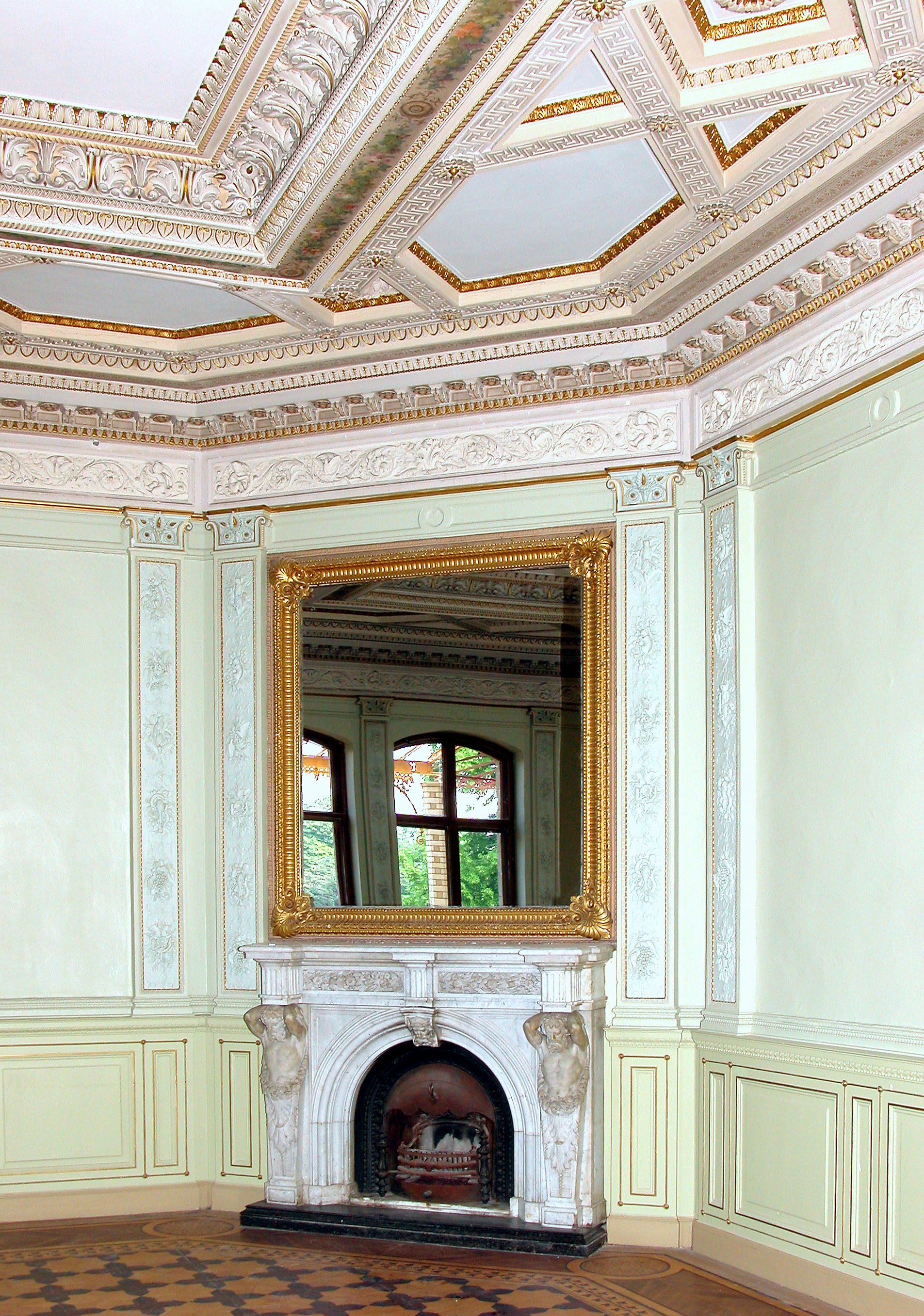
Камин в одном из помещений первого этажа